# 秩父重弘
秩父 重弘（ちちぶ しげひろ、生没年不詳）は、平安時代末期の武蔵国の武将・豪族。秩父氏の一族で秩父重綱の長男。通称は太郎。畠山氏・小山田氏の祖。子に畠山重能、小山田有重、女子（千葉常胤室）。
武蔵国で在庁官人を務める重綱の長男であったが、家督は弟の重隆が継いだ。重弘の嫡男重能と重綱の後妻は重隆の家督相続に不満を持ち、河内源氏の源義朝・義平親子と結んで大蔵合戦で重隆を討っている。秩父氏本拠の大蔵は畠山氏が獲得したが、秩父氏家督である留守所総検校職は重隆の家系が継いでる。
重弘の家系は秩父氏庶流ながら、娘は千葉常胤に嫁いでおり、嫡男重能の妻は三浦義明の娘で下総国・相模国の大族と婚姻関係を結び、義朝・義平父子が滅んだ後は積極的に平家と主従関係を結んで独自に勢力を伸ばした。